# Denver Broncos 1962
La stagione 1962 dei Denver Broncos è stata la terza della franchigia nell'American Football League. La squadra ebbe il proprio miglior record del decennio con sette vittorie e altrettante sconfitte, terminando seconda nella Western Division. I Broncos iniziarono con un record di 6–1, ma nella seconda parte della stagione vinsero solamente una gara. Malgrado ciò, il capo-allenatore Jack Faulkner fu premiato come allenatore dell'anno della AFL.
La stagione 1962 vide Denver passare ai colori blu e arancione, abbandonando il color senape e marrone che aveva caratterizzato le prime due annate. Da allora sarebbero sempre rimasti i colori primari del club.

## Calendario
| Stagione regolare |                       |           |                              |        |
| Turno             | Avversario            | Risultato | Stadio                       | Record |
| 1                 | San Diego Chargers    | V 30–21   | University of Denver Stadium | 1–0    |
| 2                 | at Buffalo Bills      | V 23–20   | War Memorial Stadium         | 2–0    |
| 3                 | Boston Patriots       | S 16–41   | Boston University Field      | 2–1    |
| 4                 | at New York Titans    | V 32–10   | Polo Grounds                 | 3–1    |
| 5                 | Oakland Raiders       | V 44–7    | Bears Stadium                | 4–1    |
| 6                 | at Oakland Raiders    | V 23–6    | Frank Youell Field           | 5–1    |
| 7                 | Houston Oilers        | V 20–10   | Bears Stadium                | 6–1    |
| 8                 | Buffalo Bills         | S 38–45   | Bears Stadium                | 6–2    |
| 9                 | at San Diego Chargers | V 23–20   | Balboa Stadium               | 7–2    |
| 10                | Boston Patriots       | V 29–33   | Bears Stadium                | 7–3    |
| 11                | Dallas Texans         | V 3–24    | Bears Stadium                | 7–4    |
| 12                | New York Titans       | V 45–46   | Bears Stadium                | 7–5    |
| 13                | at Houston Oilers     | V 17–34   | Jeppesen Stadium             | 7–6    |
| 14                | at Dallas Texans      | V 10–17   | Cotton Bowl                  | 7–7    |

## Classifiche
| AFL Western Division | AFL Western Division | AFL Western Division | AFL Western Division | AFL Western Division | AFL Western Division | AFL Western Division | AFL Western Division | AFL Western Division | AFL Western Division |
|                      | V                    | S                    | P                    | %                    | DIV                  | PF                   | PA                   | Str.                 |                      |
| -------------------- | -------------------- | -------------------- | -------------------- | -------------------- | -------------------- | -------------------- | -------------------- | -------------------- | -------------------- |
| Dallas Texans        | 11                   | 3                    | 0                    | .786                 | 5–1                  | 389                  | 233                  | V2                   |                      |
| Denver Broncos       | 7                    | 7                    | 0                    | .500                 | 4–2                  | 353                  | 334                  | S5                   |                      |
| San Diego Chargers   | 4                    | 10                   | 0                    | .286                 | 3–3                  | 314                  | 392                  | S2                   |                      |
| Oakland Raiders      | 1                    | 13                   | 0                    | .071                 | 0–6                  | 213                  | 370                  | V1                   |                      |

Nota: I pareggi non venivano conteggiati ai fini della classifica fino al 1972.